# Астиляр
Астиляр (от гр. ἀ-, абессив, и στῦλος, «колонна») — архитектурный термин, обозначающий фасад без пилястр или колонн. Имеет декоративное назначение. Характерен для итальянского Ренессанса. Дворцы Риккарди и Строцци во Флоренции являются астилярными по своему дизайну, в отличие от дворцов Палладио в Виченце, которые являются колоннообразными.